# Campeonato Roraimense 2003
In 2003 werd het 44ste Campeonato Roraimense gespeeld voor voetbalclubs uit Braziliaanse staat Roraima. De competitie werd georganiseerd door de FRF en werd gespeeld van 30 maart tot 19 juli. Roraima werd kampioen.

## Eerste fase
| Plaats | Club         | Wed. | W | G | V | Saldo | Ptn. |
| ------ | ------------ | ---- | - | - | - | ----- | ---- |
| 1.     | Baré         | 6    | 6 | 0 | 0 | 21:3  | 18   |
| 2.     | Roraima      | 6    | 5 | 0 | 1 | 31:5  | 15   |
| 3.     | São Raimundo | 6    | 3 | 1 | 2 | 17:9  | 10   |
| 4.     | Rio Negro    | 6    | 2 | 1 | 3 | 12:14 | 7    |
| 5.     | Progresso    | 6    | 1 | 3 | 2 | 10:18 | 6    |
| 6.     | GAS          | 6    | 1 | 1 | 4 | 9:17  | 4    |
| 7.     | Náutico      | 6    | 0 | 0 | 6 | 2:36  | 0    |

|  | Geplaatst voor tweede fase |

## Tweede fase
| Plaats | Club         | Wed. | W | G | V | Saldo | Ptn. |
| ------ | ------------ | ---- | - | - | - | ----- | ---- |
| 1.     | Roraima      | 6    | 4 | 1 | 1 | 11:5  | 13   |
| 2.     | São Raimundo | 6    | 3 | 1 | 2 | 9:9   | 10   |
| 3.     | Baré         | 6    | 3 | 1 | 2 | 16:10 | 10   |
| 4.     | Rio Negro    | 6    | 0 | 1 | 5 | 5:17  | 1    |

|  | Geplaatst voor finale |

## Finale
|                |         |       |      |                      |
| 19 juli Finale | Roraima | 4 – 1 | Baré | Canarinho, Boa Vista |
| 19 juli Finale |         |       |      | Canarinho, Boa Vista |

### Kampioen
| Campeonato Roraimense de 2003 |
| Roraima                       |
| ----------------------------- |
| RORAIMA Kampioen (17° titel)  |